# Latouchia japonica
Latouchia japonica is een spinnensoort in de taxonomische indeling van de valdeurspinnen (Ctenizidae).
Het dier behoort tot het geslacht Latouchia. De wetenschappelijke naam van de soort werd voor het eerst geldig gepubliceerd in 1910 door Embrik Strand.